# Несис, Ефим Израилевич
Ефи́м Изра́илевич Не́сис (9 сентября 1922, Каменец-Подольский — 30 апреля 2009, Ставрополь) — советский и российский физик, заслуженный профессор Ставропольского государственного университета, заслуженный деятель науки России.

## Биография
В 1938 году поступил в Днепропетровский государственный университет на физико-математический факультет. С началом Отечественной войны ушёл на фронт, где служил заместителем командира отдельной роты химической защиты. Воевал под Сталинградом, на Курской дуге, принимал участие в освобождении Бессарабии, Венгрии, Чехословакии. 27 апреля 1945 года был тяжело ранен. Награждён орденами и боевыми медалями.
После окончания войны был зачислен на третий курс физико-механического факультета Ленинградского политехнического института. Темой диссертационной работы под руководством Я. И. Френкеля стала «Кинетика вскипания газированных жидкостей». Защитил кандидатскую диссертацию в 1951 году.
После защиты работал старшим преподавателем в Ставропольском педагогическом институте. В 1955 году, став доцентом, возглавил кафедру теоретической физики. В 1966 году получил звание профессора. Возглавлял научную школу по теплофизике и физике фазовых превращений.

## Семья
- Жена — Наталия Иосифовна Альтшулер, адвокат-криминалист.
  - Сын — Геннадий Несис, шахматист.

## Награды
- Кавалер ордена Красной Звезды
- Кавалер ордена Отечественной войны II степени
- Награждён медалью «За отвагу»
- Награждён медалью «За боевые заслуги»
- Отличник просвещения СССР
- Заслуженный деятель науки РФ (1999)